# Карун-3
«Карун-3» (перс. کارون-۳‎) — гидроэлектростанция на юго-западе Ирана, в провинции Хузестан. Названа по имени реки Карун, в верхнем течении которой расположена плотина. Река Карун — самая полноводная в Иране и обладает наибольшим перепадом высот между истоком и устьем (Хорремшехр). Плотина позволяет контролировать уровень воды в нижнем течении реки. Электростанция имеет мощность 2280 МВт и производит около 4137 млн кВт·ч электроэнергии в год.

## Характеристики
- Высота от уровня реки: 185 м
- Высота от основания конструкции: 205 м
- Ширина: 462 м
- Толщина у основания: 29 м
- Толщина на вершине: 5 м
- Максимальная площадь водохранилища: 48 км²
- Максимальный объём воды в водохранилище: 2970 млн м³
- Максимальная длина водохранилища: 60 км